# Франс ван Схаутен
Франс ван Схаутен (нід. Frans van Schooten; 15 травня 1615 — 29 травня 1660) — нідерландський математик, професор Лейденського університету, член Нідерландської королівської академії наук.
З 1661 року вчився у Лейденському університеті, з 1643 року викладав у ньому, з 1645 року — професор там же. Учень і товариш Рене Декарта, з яким зустрівся в Лейдені в 1637 році.
Основний напрям його математичних досліджень — геометрія. 1649 року видав латинською мовою «Геометрію» Декарта зі своїми коментарями й доповненнями.
Видав також математичні праці Ф. Вієти (1646), роботу свого учня Х.Гюйґенса (1657). Робота Гюйґенса «Про рахунки в азартній грі» була опублікована як додаток до «Математичних етюдів» самого Схаутена.